# DDR-Einzelmeisterschaft im Schach 1969
Die 18. DDR-Einzelmeisterschaft im Schach fand im Februar 1969 in Schwerin statt.

## Allgemeines
Hauptschiedsrichter war Arthur Gröbe aus Dresden. Die Teilnehmer hatten sich über das sogenannte Dreiviertelfinale sowie ein System von Vorberechtigungen und Freiplätzen für diese Meisterschaft qualifiziert.

## Meisterschaft der Herren
Neuer DDR-Meister wurde der zweifache Jugendmeister Lutz Espig, der gerade ein Mathematik-Studium begonnen hatte und im Interview als Berufswunsch Lehrer angab. Er gewann in einem stark besetzten Turnier, bei dem aus der absoluten Leistungsspitze nur Wolfgang Uhlmann und Lothar Zinn fehlten. Die Zeitschrift Schach schildert eine dramatische Schlussrunde, in der Großmeister Wolfgang Pietzsch möglicherweise unnötig gegen Fritz Baumbach aufgab und seine Titelchancen dadurch einbüßte.

### Abschlusstabelle
|    | Teilnehmer                            | 01 | 02 | 03 | 04 | 05 | 06 | 07 | 08 | 09 | 10 | 11 | 12 | 13 | 14 | 15 | 16 | 17 | 18 | 19 | Punkte |
| -- | ------------------------------------- | -- | -- | -- | -- | -- | -- | -- | -- | -- | -- | -- | -- | -- | -- | -- | -- | -- | -- | -- | ------ |
| 01 | Lutz Espig (Buna Halle)               |    | ½  | 1  | ½  | 1  | ½  | ½  | ½  | 1  | ½  | ½  | 1  | 1  | 1  | 0  | ½  | 1  | ½  | ½  | 12     |
| 02 | Artur Hennings (SG Leipzig)           | ½  |    | ½  | ½  | ½  | ½  | ½  | 1  | ½  | ½  | ½  | ½  | ½  | 0  | 1  | 1  | 1  | 1  | 1  | 11½    |
| 03 | Günther Möhring (Buna Halle)          | 0  | ½  |    | 1  | 0  | 1  | ½  | ½  | 1  | 0  | ½  | ½  | 0  | 1  | 1  | 1  | 1  | 1  | 1  | 11½    |
| 04 | Detlef Neukirch (SG Leipzig)          | ½  | ½  | 0  |    | 0  | ½  | ½  | ½  | 1  | ½  | ½  | 1  | ½  | 1  | 1  | ½  | 1  | ½  | 1  | 11     |
| 05 | Werner Golz (DAW Berlin)              | 0  | ½  | 1  | 1  |    | 0  | ½  | ½  | ½  | ½  | ½  | 0  | ½  | 1  | 1  | 1  | 1  | ½  | 1  | 11     |
| 06 | Wolfgang Pietzsch (SG Leipzig)        | ½  | ½  | 0  | ½  | 1  |    | ½  | ½  | 0  | ½  | ½  | 1  | 0  | 1  | 1  | ½  | 1  | 1  | 1  | 11     |
| 07 | Manfred Schöneberg (SG Leipzig)       | ½  | ½  | ½  | ½  | ½  | ½  |    | ½  | ½  | ½  | ½  | ½  | ½  | 1  | 0  | 1  | 1  | ½  | 1  | 10½    |
| 08 | Heinz Liebert (Buna Halle)            | ½  | 0  | ½  | ½  | ½  | ½  | ½  |    | 0  | ½  | ½  | 1  | 1  | ½  | ½  | 1  | ½  | 1  | ½  | 10     |
| 09 | Fritz Baumbach (DAW Berlin)           | 0  | ½  | 0  | 0  | ½  | 1  | ½  | 1  |    | ½  | ½  | ½  | ½  | 1  | ½  | 1  | 1  | 1  | 0  | 10     |
| 10 | Reinhart Fuchs (DAW Berlin)           | ½  | ½  | 1  | ½  | ½  | ½  | ½  | ½  | ½  |    | ½  | ½  | ½  | ½  | 0  | ½  | 1  | ½  | ½  | 09½    |
| 11 | Burkhard Malich (Buna Halle)          | ½  | ½  | ½  | ½  | ½  | ½  | ½  | ½  | ½  | ½  |    | 0  | 1  | ½  | ½  | ½  | 0  | 1  | 1  | 09½    |
| 12 | Manfred Böhnisch (SG Leipzig)         | 0  | ½  | ½  | 0  | 1  | 0  | ½  | 0  | ½  | ½  | 1  |    | 0  | 0  | 1  | 1  | 1  | 1  | 1  | 09½    |
| 13 | Lothar Vogt (SG Leipzig)              | 0  | ½  | 1  | ½  | ½  | 1  | ½  | 0  | ½  | ½  | 0  | 1  |    | 1  | 0  | ½  | ½  | ½  | 1  | 09     |
| 14 | Uwe Küttner (Medizin Neubrandenburg)  | 0  | 1  | 0  | 0  | 0  | 0  | 0  | ½  | 0  | ½  | ½  | 1  | 0  |    | 1  | 1  | 1  | 1  | ½  | 08     |
| 15 | Lutz Wehnert (Turbine Großröhrsdorf)  | 1  | 0  | 0  | 0  | 0  | 0  | 1  | ½  | ½  | 1  | ½  | 0  | 1  | 0  |    | 0  | 0  | ½  | 1  | 07     |
| 16 | Wolfgang Dietze (Buna Halle)          | ½  | 0  | 0  | ½  | 0  | ½  | 0  | 0  | 0  | ½  | ½  | 0  | ½  | 0  | 1  |    | ½  | ½  | ½  | 05½    |
| 17 | Hartmut Pfeil (DAW Berlin)            | 0  | 0  | 0  | 0  | 0  | 0  | 0  | ½  | 0  | 0  | 1  | 0  | 1  | 0  | 1  | ½  |    | ½  | 1  | 05½    |
| 18 | Hermann Packroff (Chemie Lützkendorf) | ½  | 0  | 0  | ½  | ½  | 0  | ½  | 0  | 0  | ½  | 0  | 0  | ½  | 0  | ½  | ½  | ½  |    | ½  | 05     |
| 19 | Oswald Bindrich (Buna Halle)          | ½  | 0  | 0  | 0  | 0  | 0  | 0  | ½  | 1  | ½  | 0  | 0  | 0  | ½  | 0  | ½  | 0  | ½  |    | 04     |

### Dreiviertelfinale
Das Dreiviertelfinale der Herren fand im August 1968 in der DHfK in Leipzig statt. Hauptschiedsrichter war Arthur Gröbe aus Dresden.
Im insgesamt stark besetzten Feld konnten erneut einige Jugendliche auf sich aufmerksam machen, darunter mit Lothar Vogt und Rainer Knaak (15 Jahre alt) zwei spätere Großmeister, aber auch Dietze und Brüggemann. Umgekehrt mussten auch einige etablierte Spieler die Segel streichen, darunter Csulits und Starck, die sich außer Form befanden.
Gruppe A
|    | Teilnehmer                              | 01 | 02 | 03 | 04 | 05 | 06 | 07 | 08 | 09 | 10 | 11 | Punkte |
| -- | --------------------------------------- | -- | -- | -- | -- | -- | -- | -- | -- | -- | -- | -- | ------ |
| 01 | Joachim Franz (Motor Weimar)            |    | ½  | ½  | 1  | ½  | ½  | 1  | ½  | 1  | 1  | ½  | 7      |
| 02 | Lothar Vogt (SG Leipzig)                | ½  |    | ½  | 1  | ½  | ½  | ½  | 1  | 1  | ½  | 1  | 7      |
| 03 | Detlef Neukirch (SG Leipzig)            | ½  | ½  |    | ½  | ½  | ½  | 1  | 1  | ½  | ½  | 1  | 6½     |
| 04 | Günther Möhring (Buna Halle)            | 0  | 0  | ½  |    | ½  | ½  | 1  | 1  | 1  | 1  | 1  | 6½     |
| 05 | Joachim Brüggemann (Motor West Erfurt)  | ½  | ½  | ½  | ½  |    | 1  | 0  | 0  | 1  | 1  | 1  | 6      |
| 06 | Wiemer (Veritas Wittenberge)            | ½  | ½  | ½  | ½  | 0  |    | ½  | ½  | 0  | 1  | 1  | 5      |
| 07 | Franz Stahl (DAW Berlin)                | 0  | ½  | 0  | 0  | 1  | ½  |    | ½  | ½  | ½  | ½  | 4      |
| 08 | Walter Etzold (Lok Greiz)               | ½  | 0  | 0  | 0  | 1  | ½  | ½  |    | ½  | ½  | 0  | 3½     |
| 09 | Rainer Gackstatter (Post Dresden)       | 0  | 0  | ½  | 0  | 0  | 1  | ½  | ½  |    | 0  | 1  | 3½     |
| 10 | H. Welsch (Dynamo Frankfurt)            | 0  | ½  | ½  | 0  | 0  | 0  | ½  | ½  | 1  |    | 0  | 3      |
| 11 | Werner Wiesner (Einheit Friesen Berlin) | ½  | 0  | 0  | 0  | 0  | 0  | ½  | 1  | 0  | 1  |    | 3      |

Gruppe B
|    | Teilnehmer                              | 01 | 02 | 03 | 04 | 05 | 06 | 07 | 08 | 09 | 10 | 11 | Punkte |
| -- | --------------------------------------- | -- | -- | -- | -- | -- | -- | -- | -- | -- | -- | -- | ------ |
| 01 | Reinhard Postler (Buna Halle)           |    | ½  | ½  | ½  | 1  | ½  | 1  | ½  | ½  | 1  | 1  | 7      |
| 02 | Lutz Wehnert (Turbine Großröhrsdorf)    | ½  |    | ½  | 1  | 0  | 1  | ½  | ½  | ½  | 1  | 1  | 6½     |
| 03 | Hermann Packroff (Chemie Lützkendorf)   | ½  | ½  |    | ½  | ½  | ½  | 1  | 1  | ½  | ½  | ½  | 6      |
| 04 | Manfred Schöneberg (SG Leipzig)         | ½  | 0  | ½  |    | 1  | 0  | ½  | ½  | 1  | 1  | 1  | 6      |
| 05 | Günter Fiensch (Fortschritt Mühlhausen) | 0  | 1  | ½  | 0  |    | ½  | 1  | ½  | 1  | 0  | ½  | 5      |
| 06 | Manfred Pape (Motor SO Magdeburg)       | ½  | 0  | ½  | 1  | ½  |    | ½  | 0  | ½  | ½  | 1  | 5      |
| 07 | Rainer Knaak (Fortschritt Forst)        | 0  | ½  | 0  | ½  | 0  | ½  |    | 1  | 1  | 1  | ½  | 5      |
| 08 | Reinhard Jänig (Post Dresden)           | ½  | ½  | 0  | ½  | ½  | 1  | 0  |    | 1  | 0  | ½  | 4½     |
| 09 | Anton Csulits (Vorwärts Strausberg)     | ½  | ½  | ½  | 0  | 0  | ½  | 0  | 0  |    | 1  | 1  | 4      |
| 10 | Brandenburg (Vorwärts Greifswald)       | 0  | 0  | ½  | 0  | 1  | ½  | 0  | 1  | 0  |    | 0  | 3      |
| 11 | Andreas Bärsch (Aktivist Oelsnitz)      | 0  | 0  | ½  | 0  | ½  | 0  | ½  | ½  | 0  | 1  |    | 3      |

Gruppe C
|     | Teilnehmer                           | 01 | 02 | 03 | 04 | 05 | 06 | 07 | 08 | 09 | 10 | 11 | Punkte |
| --- | ------------------------------------ | -- | -- | -- | -- | -- | -- | -- | -- | -- | -- | -- | ------ |
| 01  | Wolfgang Dietze (Buna Halle)         |    | 0  | ½  | 1  | 1  | 1  | ½  | ½  | ½  | 1  | 1  | 7      |
| 02  | Uwe Küttner (Medizin Neubrandenburg) | 1  |    | 0  | 0  | 1  | 0  | 1  | 1  | 1  | 1  | 1  | 7      |
| 03  | Lutz Espig (Buna Halle)              | ½  | 1  |    | ½  | 0  | ½  | 1  | 1  | 1  | ½  | ½  | 6½     |
| 04  | Manfred Böhnisch (SG Leipzig)        | 0  | 1  | ½  |    | ½  | 0  | 1  | 1  | 1  | 1  | ½  | 6½     |
| 05  | Gottfried Braun (SG Leipzig)         | 0  | 0  | 1  | ½  |    | 1  | 0  | ½  | 1  | 1  | 1  | 6      |
| 06  | Hermann Brameyer (DAW Berlin)        | 0  | 1  | ½  | 1  | 0  |    | 0  | ½  | 1  | ½  | 1  | 5½     |
| 07  | Werner Nerenz (Dynamo Potsdam)       | ½  | 0  | 0  | 0  | 1  | 1  |    | 1  | 0  | ½  | 1  | 5      |
| 8/9 | Manfred Beck (Chemie Schwarzheide)   | ½  | 0  | 0  | 0  | ½  | ½  | 0  |    | ½  | ½  | 1  | 3½     |
| 8/9 | Hermann Schmidt (Chemie Lützkendorf) | ½  | 0  | 0  | 0  | 0  | 0  | 1  | ½  |    | 1  | ½  | 3½     |
| 10  | Bodo Starck (DAW Berlin)             | 0  | 0  | ½  | 0  | 0  | ½  | ½  | ½  | 0  |    | 1  | 3      |
| 11  | Uwe Klee (Einheit Bad Salzungen)     | 0  | 0  | ½  | ½  | 0  | 0  | 0  | 0  | ½  | 0  |    | 1½     |

## Meisterschaft der Damen
Waltraud Nowarra gewann ihren siebenten und letzten Meistertitel. Hinter ihr platzierten sich erfahrene Spielerinnen angeführt von Ex-Meisterin Gabriele Just und der oft im Vorderfeld platzierten Ingrid Rönsch. Die Jugendlichen Frommelt und Worch (letztere erst 14 Jahre alt) sammelten wertvolle Erfahrungen.

### Abschlusstabelle
|    | Teilnehmer                              | 01 | 02 | 03 | 04 | 05 | 06 | 07 | 08 | 09 | 10 | 11 | 12 | 13 | 14 | Punkte |
| -- | --------------------------------------- | -- | -- | -- | -- | -- | -- | -- | -- | -- | -- | -- | -- | -- | -- | ------ |
| 01 | Waltraud Nowarra (Post Dresden)         |    | 1  | ½  | ½  | ½  | ½  | ½  | 1  | 1  | 1  | 1  | 1  | 1  | 1  | 10½    |
| 02 | Gabriele Just (Wissenschaft Leipzig)    | 0  |    | 1  | 1  | 0  | ½  | ½  | 1  | 1  | 1  | 1  | 1  | 1  | ½  | 09½    |
| 03 | Ingrid Rönsch (Lok Dresden)             | ½  | 0  |    | ½  | 1  | ½  | ½  | ½  | 1  | ½  | 1  | 1  | 1  | 1  | 09     |
| 04 | Christina Hölzlein (Chemie Leuna)       | ½  | 0  | ½  |    | 1  | ½  | ½  | 0  | 1  | 1  | 1  | 1  | 1  | 1  | 09     |
| 05 | Irene Winter (Motor Weimar)             | ½  | 1  | 0  | 0  |    | ½  | 1  | 1  | 1  | ½  | ½  | 1  | ½  | 1  | 08½    |
| 06 | Eveline Nünchert (Wissenschaft Potsdam) | ½  | ½  | ½  | ½  | ½  |    | ½  | ½  | ½  | ½  | ½  | ½  | 1  | 1  | 07½    |
| 07 | Lieselotte Janssen (Chemie Colditz)     | ½  | ½  | ½  | ½  | 0  | ½  |    | ½  | 0  | ½  | ½  | ½  | 1  | 1  | 06½    |
| 08 | Luise Baumann (Lok Erfurt)              | 0  | 0  | ½  | 1  | 0  | ½  | ½  |    | ½  | 1  | 0  | 1  | 1  | ½  | 06½    |
| 09 | Ursula Pohl (Einheit Freiberg)          | 0  | 0  | 0  | 0  | 0  | ½  | 1  | ½  |    | 1  | ½  | ½  | ½  | 1  | 05½    |
| 10 | Gisela Tragsdorf (Dynamo Altenburg)     | 0  | 0  | ½  | 0  | ½  | ½  | ½  | 0  | 0  |    | ½  | 1  | 1  | 1  | 05½    |
| 11 | Christine Frommelt (Lok Greiz)          | 0  | 0  | 0  | 0  | ½  | ½  | ½  | 1  | ½  | ½  |    | ½  | ½  | ½  | 05     |
| 12 | Marion Worch (Buna Halle)               | 0  | 0  | 0  | 0  | 0  | ½  | ½  | 0  | ½  | 0  | ½  |    | ½  | ½  | 03     |
| 13 | Friedel Ullrich (TSG Liebenwalde)       | 0  | 0  | 0  | 0  | ½  | 0  | 0  | 0  | ½  | 0  | ½  | ½  |    | 1  | 03     |
| 14 | Liddy Knoch (Einheit Meiningen)         | 0  | ½  | 0  | 0  | 0  | 0  | 0  | ½  | 0  | 0  | ½  | ½  | 0  |    | 02     |

### Dreiviertelfinale
Das Dreiviertelfinale der Damen fand im August 1968 gemeinsam mit jenem der Herren in der DHfK in Leipzig statt. Schiedsrichter war Herr Reimann.
Es wurde in der Fachpresse angemerkt, dass die jüngeren Spielerinnen zahlen- und leistungsmäßig eher schwach vertreten waren. Von diesen konnte nur Gisela Tragsdorf überzeugen.
|   | Teilnehmer                          | 01 | 02 | 03 | 04 | 05 | 06 | 07 | 08 | 09 | Punkte |
| - | ----------------------------------- | -- | -- | -- | -- | -- | -- | -- | -- | -- | ------ |
| 1 | Irene Winter (Motor Weimar)         |    | ½  | ½  | 1  | ½  | 1  | 1  | 0  | 1  | 5½     |
| 2 | Lieselotte Janssen (Chemie Colditz) | ½  |    | ½  | 1  | ½  | ½  | ½  | 1  | 1  | 5½     |
| 3 | Liddy Knoch (Einheit Meiningen)     | ½  | ½  |    | ½  | ½  | 1  | 0  | 1  | 1  | 5      |
| 4 | Heidi Prien (Medizin Wismar)        | 0  | 0  | ½  |    | ½  | ½  | 1  | 1  | 1  | 4½     |
| 5 | Lisa Ganzer (Empor Tangermünde)     | ½  | ½  | ½  | ½  |    | ½  | 0  | ½  | 1  | 4      |
| 6 | Oda Jueg (Einheit Schwerin)         | 0  | ½  | 0  | ½  | ½  |    | 1  | ½  | 1  | 4      |
| 7 | Leonore Krüger (Lok Dresden)        | 0  | ½  | 1  | 0  | 1  | 0  |    | ½  | ½  | 3½     |
| 8 | Helmi Walter (Motor Wildau)         | 1  | 0  | 0  | 0  | ½  | ½  | ½  |    | ½  | 3      |
| 9 | Erdmute Kühl (Stahl Blankenburg)    | 0  | 0  | 0  | 0  | 0  | 0  | ½  | ½  |    | 1      |

Gruppe B
|     | Teilnehmer                        | 01 | 02 | 03 | 04 | 05 | 06 | 07 | 08 | Punkte |
| --- | --------------------------------- | -- | -- | -- | -- | -- | -- | -- | -- | ------ |
| 1   | Luise Baumann (Lok Erfurt)        |    | ½  | ½  | ½  | 1  | ½  | 1  | 1  | 5      |
| 2   | Ursula Pohl (Einheit Freiberg)    | ½  |    | ½  | ½  | 0  | 1  | 1  | 1  | 4½     |
| 3/4 | Gisela Tragsdorf (Uni Leipzig)    | ½  | ½  |    | ½  | ½  | ½  | ½  | 1  | 4      |
| 3/4 | Friedel Ullrich (TSG Liebenwalde) | ½  | ½  | ½  |    | ½  | 1  | 0  | 1  | 4      |
| 5   | Rosemarie Luck (Stahl Trusetal)   | 0  | 1  | ½  | ½  |    | ½  | 0  | 1  | 3½     |
| 6   | Charlotte Richter (Uni Leipzig)   | ½  | 0  | ½  | 0  | ½  |    | +  | 0  | 2½     |
| 7   | Elfriede Ungethüm (Wismut Aue)    | 0  | 0  | ½  | 1  | 1  | –  |    | 0  | 2½     |
| 8   | Renate Stanke (Lok Erfurt)        | 0  | 0  | 0  | 0  | 0  | 1  | 1  |    | 2      |

## Jugendmeisterschaften
| Altersklasse | männlich                            | weiblich                          |
| ------------ | ----------------------------------- | --------------------------------- |
| Schüler      | Hans-Ulrich Grünberg (Lok Schwerin) | Brigitte Hofmann (Weißenfels)     |
| Jugend       | Rainer Knaak (Fortschritt Forst)    | Christina Hölzlein (Chemie Leuna) |